# لاوب
شهر لاوب (به فرانسوی: Aubel) در شهرستان ورویه  در استان لیئژ  در منطقه فدرال والوون در کشور بلژیک واقع شده‌است.

## نگارخانه

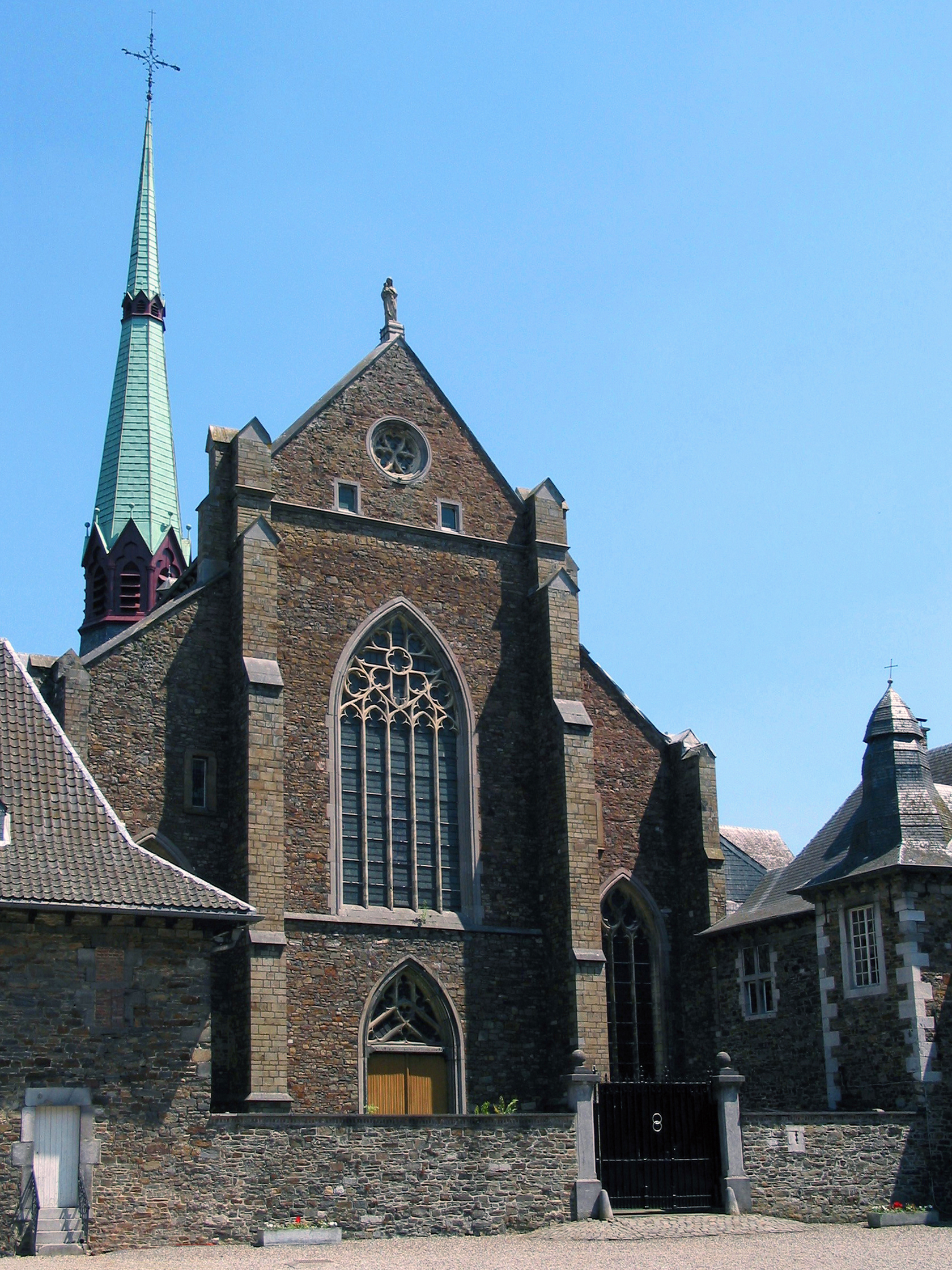
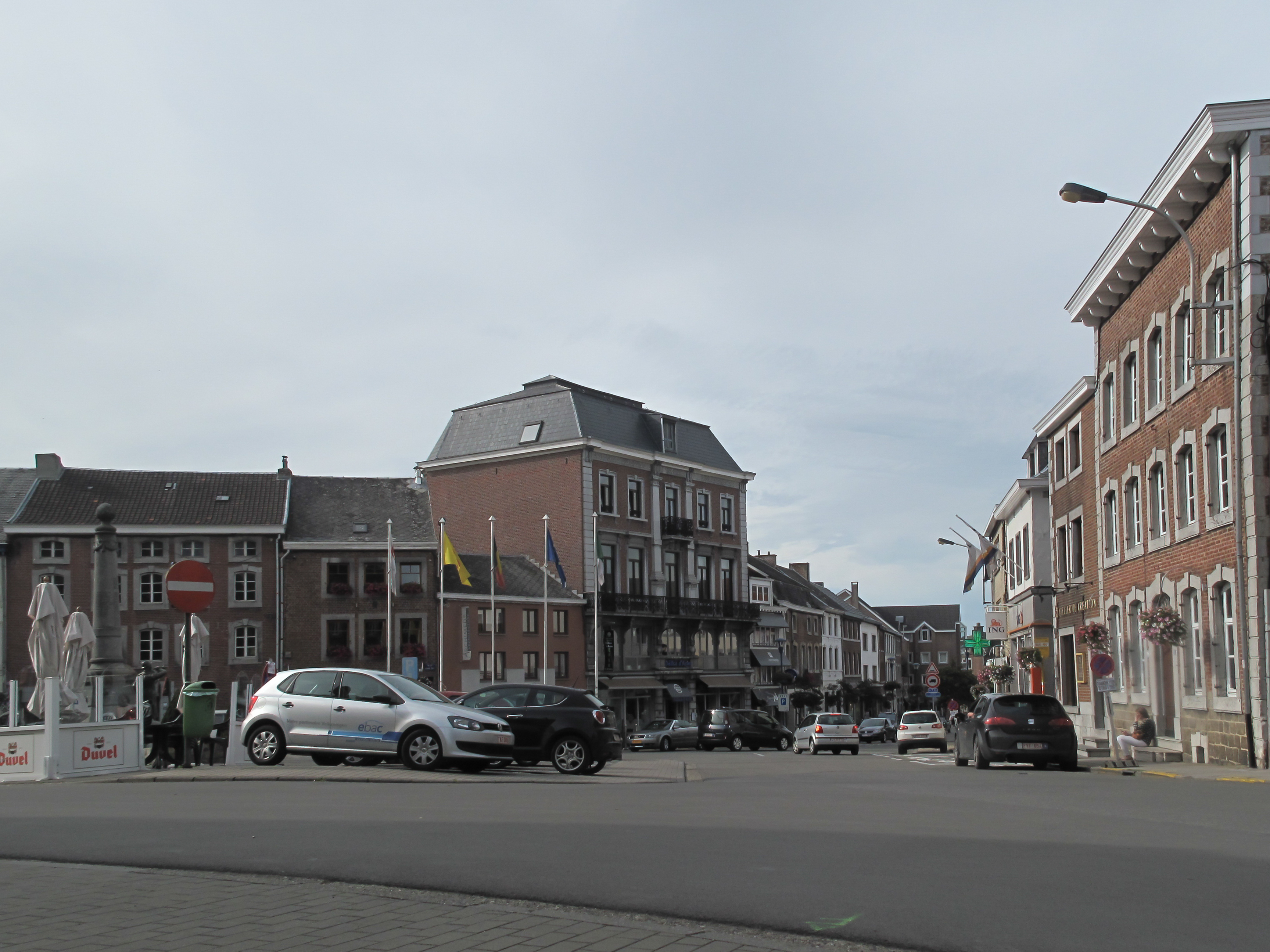